# Boom Boom Pow
Boom Boom Pow je pátý singl americké skupiny The Black Eyed Peas. Píseň je z alba The E.N.D. V písni je užit auto-tune (druh vocodéru). Míchá elementy hip-hopu s electro-hopem a dance-popem.
Singl se umístil na #1 příčku hitparády Billboard Hot 100.
Podle will.i.ama je píseň inspirovaná australskými electro rytmy, které proudí v tamějších nočních klubech.

## Hitparáda
| Chart (2009)                         | Peak position |
| ------------------------------------ | ------------- |
| Australian ARIA Singles Chart        | 1             |
| Austrian Singles Chart               | 3             |
| Belgian Singles Chart (Flanders)     | 1             |
| Belgian Singles Chart (Wallonia)     | 1             |
| Canadian Hot 100                     | 1             |
| Czech Republic Singles Chart         | 7             |
| Danish Singles Chart                 | 5             |
| Dutch Singles Chart                  | 4             |
| Finnish Singles Chart                | 5             |
| French Singles Chart                 | 4             |
| Irish Singles Chart                  | 3             |
| Israeli Singles Chart                | 1             |
| Italian Singles Chart                | 7             |
| New Zealand Singles Chart            | 2             |
| Norwegian Singles Chart              | 7             |
| Spanish Singles Charts               | 12            |
| Swedish Singles Chart                | 10            |
| Swiss Singles Chart                  | 4             |
| Turkey Top 20 Chart                  | 1             |
| UK Singles Chart                     | 1             |
| UK R&B Chart                         | 1             |
| U.S. Billboard Hot 100               | 1             |
| U.S. Billboard Hot R&B/Hip-Hop Songs | 55            |
| U.S. Billboard Pop 100               | 1             |
| U.S. Billboard Pop Songs             | 1             |